# Кріс Фінч
Кріс Фінч (англ. Chris Finch; нар. 6 листопада 1969) — американський професійний баскетбольний тренер і колишній гравець, який нині є головним тренером команди НБА «Міннесота Тімбервулвз». Раніше він був помічником тренера команд НБА «Г'юстон Рокетс», «Денвер Наггетс», «Нью-Орлеан Пеліканс» і «Торонто Репторс». Фінч також тренував чоловічу збірну Великої Британії з баскетболу на Євробаскеті FIBA 2009, Євробаскеті FIBA 2011 та літніх Олімпійських іграх 2012. Він пішов у відставку після того, як його команда вилетіла з баскетбольного турниру літньої Олімпіади-2012, щоб зосередитися на своїй тренерській кар'єрі в НБА.

## Кар'єра гравця

### Коледж
Фінч у 1992 році закінчив коледж Франкліна і Маршалла в Ланкастері, штат Пенсільванія, де він був NCAA Division III All-American в 1991 і 1992 роках. У 1991 році, як один із найкращих захисників у третьому дивізіоні країни, він допоміг привести F&M Diplomats до гри за чемпіонський титул NCAA Division III у Спрінгфілді, штат Огайо, де команда програла Вісконсин-Платтевіллю. Фінч входив до числа лідерів школи за всі часи за кількістю очок, підбирань, передач, блоків і перехоплень.

### B Англії
Фінч розпочав свою ігрову кар'єру в Англії з «Шеффілд Форджерс», тодішнього другого рівня британського баскетболу, Національної баскетбольної ліги. Перед сезоном 1994–95 Фінч і Шеффілд перейшли до першого рівня британського баскетболу, Британської баскетбольної ліги.

## Кар'єра тренера
22 лютого 2021 року «Міннесота Тімбервулвз» призначила Фінча новим головним тренером команди.